# أهل الطريحي

تعديل مصدري - تعديل

أهل الطريحي هي إحدى قرى عزلة  الوضيع بمديرية الوضيع التابعة لمحافظة أبين، بلغ تعداد سكانها 37 نسمة حسب تعداد اليمن لعام 2004.